# 大谷清麿
大谷 清麿（おおたに きよまろ、1886年（明治19年）8月29日 - 1966年（昭和41年）5月10日）は、大日本帝国陸軍軍人。最終階級は陸軍少将。功四級。

## 経歴
1886年（明治19年）に宮城県で生まれた。陸軍士官学校第18期、陸軍大学校第26期卒業。フランス駐在を経て、1922年（大正11年）2月に陸軍砲兵少佐、1926年（大正15年）8月に陸軍砲兵中佐に進級し、同時に野砲兵第1連隊附となった。1928年（昭和3年）8月に陸軍重砲兵学校教官兼同校研究部部員に転じ、1929年（昭和4年）3月に陸軍重砲兵学校研究部主事兼同校教官に転じ、海軍砲術学校教官を兼ねた。
1930年（昭和5年）8月1日、陸軍砲兵大佐進級と同時に陸軍兵器本廠附となり、1931年（昭和6年）10月に野砲兵第2連隊長（第2師団）に就任した。1933年（昭和8年）12月に近衛師団司令部附となり、東京帝国大学に配属された。1935年（昭和10年）3月15日に陸軍少将進級と同時に待命となり、3月30日に予備役に編入された。

## 栄典
勲章等
- 1940年（昭和15年）8月15日 - 紀元二千六百年祝典記念章[8]